# Balar
Balar o Balor es el nombre irlandés de un personaje de la mitología celta también llamado Rey de los Demonios. Pertenecía a la raza de dioses llamados Fomoré.
Poseía un ojo en la frente y otro maligno en la parte posterior del cráneo que habitualmente mantenía cerrado. Cuando lo abría, su mirada era mortal para aquel en quien la fijara. Esa mirada era el rayo.
Balar fue quien mató al rey de los Tuatha Dé Dannan, Nuada, durante la Segunda Batalla de Magh Tuiredh. Lug, queriendo vengar a Nuada, se aproximó a Balar (cuyo ojo maligno se había vuelto a cerrar después de matar a Nuada). Al darse cuenta de que Lug se le acercaba intentó volverlo a abrir. Pero Lug fue más rápido, le lanzó una piedra con su honda que le dio en el ojo maligno, atravesándole el cráneo. Balar cayó muerto de inmediato.
Balar era abuelo materno de Lug, a pesar de lo cual murió a sus manos.

## Otras versiones de su historia
Un cuento irlandés cuenta otra versión de su muerte. Un druida predijo a Balar que sería muerto por su nieto. Balar tenía una sola hija: Ethniu, también llamada Ethné, a la cual encerró en una torre inexpugnable. La torre estaba construida en la cima de una roca inaccesible en la isla de Tory. Le dio por compañeras a doce mujeres, cuya misión era impedir que Ethné supiera que existían hombres en el mundo.
Ethné creció prisionera, y sus compañeras jamás le hablaron de los hombres. Desde su torre veía pasar navíos y observó que eran conducidos por seres que no tenían el mismo aspecto que las mujeres que la rodeaban. Pidió que le explicaran el misterio, pero sus compañeras se negaron a hacerlo.
Frente a la isla, en la costa irlandesa vivían tres hermanos: Gavida, Mac Samhtainn y Cian llamado Mac Kineely (Hijo de Kineely) . El primero era herrero, y el tercero tenía una vaca, cuya leche era tan abundante que despertaba la envidia de todos. Balar quiso robarla y se presentó en la forja en el momento en que la vaca era guardada solo por uno de los tres hermanos. El hermano guardián, cometió la imprudencia de dejar el cabestro en las manos de Balar y este rápidamente se la llevó a su isla.
Mac Kineely quiso vengarse, y ayudado por un druida y un hada, se presentó en la torre donde estaba Ethné, disfrazado de mujer. Pidió asilo en la torre, y una vez concedido, el hada durmió a las doce compañeras de Ethné. Cuando se despertaron vieron que la mujer y el hada habían desaparecido. Ethné quedó embarazada y de ella nacieron tres niños. Balar los envolvió en una sábana, que sujetó con un alfiler, y ordenó que los arrojasen a un abismo marino. 
Durante el transporte hacia el abismo, el alfiler se desprendió de la sábana, y uno de los niños cayó al agua. Allí se encontraba el hada, quien lo recogió. Los otros dos hermanos murieron, pero el que vivió fue confiado a un herrero para que lo educase. Balar se vengó cortando la cabeza a Mac Kineely. Su hermano, el herrero Gavida, y el niño aprendiz de herrero, pasaron a trabajar para Balar. Un día Balar fue a la fragua y empezó a jactarse de sus hazañas, el joven herrero tomó una barra que estaba enrojeciéndose en el fuego y golpeando a Balar por detrás se la introdujo en su ojo maligno muriendo al instante. El joven herrero era Lug, hijo de Mac Kineely.